# 잘레비

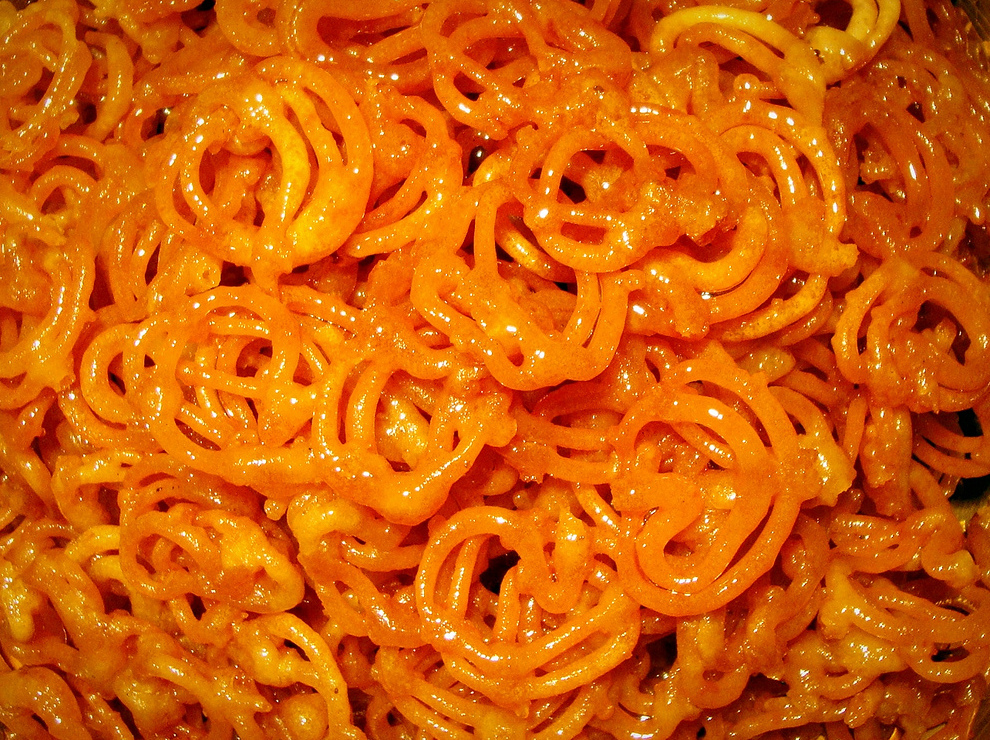
잘레비

줄비아라고도 알려진 잘레비는 남부 아시아, 서부 아시아, 북아프리카 및 동부 아프리카 국가에서 인기가 있는 과자이다. 그것은 마이다 밀가루 (일반 밀가루 및 다목적 밀가루)튀김 반죽물이나 브레첼 또는 원형 모양의 설탕 시럽에 담그면서 만들어진다. 그들은 특히 페르시아와 인도 대륙에서 인기가 있다.
이 과자는 따뜻하게 또는 차게 제공된다. 시트르산 또는 라임 주스는 때로 시럽뿐만 아니라 장미 물에 첨가된다. 잘레비는 다히 또는 라브리와 함께 케우라 같은 다른 음식과 함께 먹는다.

## 같이 보기
- 깔때기빵